# 高志会

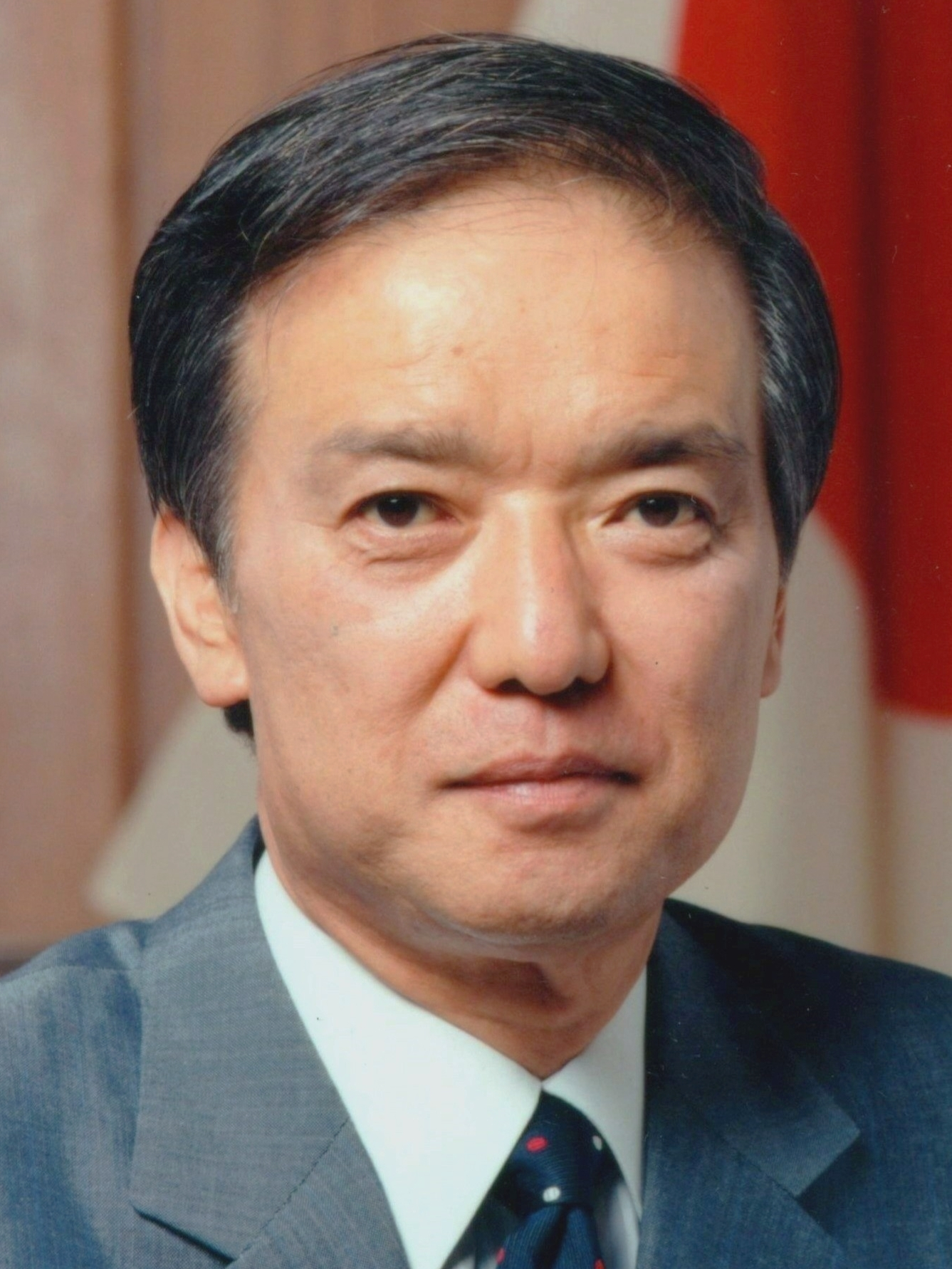
代表の海部俊樹

高志会（こうしかい）は、かつて存在した日本の政治団体・院内会派。
1994年（平成6年）、羽田孜内閣の総辞職に伴う首班指名選挙において、日本社会党委員長の村山富市に投票する方針に反発して自民党を離党し、自ら非自民勢力の首班候補となった海部俊樹を代表とするグループ。

## 概要
自民党の政治改革推進派が結成した党内勉強会が起源。1990年1月に政治改革三法が成立後、海部俊樹や野田毅など、政治改革推進議員連盟の有志が勉強会「月曜会」を発足。座長に野田、事務局長に野呂昭彦、顧問に海部と後藤田正晴を選出。
同年5月、「政治に高い志を持とう」との海部の発案で「高志会」に改称。
同年7月、羽田内閣の総辞職に伴う首班指名選挙で非自民・非共産勢力は海部を候補に擁立。海部と同じ番町政策研究所（河本敏夫派）所属の野呂、今津寛に加え、自民党政治改革本部幹部の野田・津島雄二・保岡興治がそれぞれ自民党を離党。
7月15日に海部を代表とする会派「高志会」結成。党内勉強会としての高志会は解散となった。
後に政党連合・自由改革連合の母体となり、新進党に合流した（津島は新進党に参加していない）。